# José María Ponce Saiz
José María Ponce Saiz (Madrid, 7 de diciembre de 1950 - Madrid, 23 de abril de 2015) fue un ilustrador español conocido por su trabajo en el diario El País, las revistas Cambio 16 y MicroHobby y las editoriales Santillana y Anaya.
Uno de sus principales señas de identidad es su firma "Ponce" que esconde en rincones peculiares recurriendo en ocasiones a jeroglíficos y acertijos.

## Biografía

### Formación e inicios profesionales
Nace en Madrid en 1950. Estudia Publicidad (4ª Promoción de la Escuela Oficial de Publicidad) e Ilustración y Litografía en la Escuela de Artes Aplicadas y Oficios Artísticos de Madrid. También Cerámica en la Universidad Popular de Alcorcón.
Su actividad profesional, dirigida desde el principio hacia el arte, se centró primero en el campo publicitario y la Promoción de Ventas en anunciantes y agencias como ilustrador y director artístico, pasando a trabajar como freelance en 1978.

### Carrera profesional
A partir de entonces trabaja para muchas de las grandes marcas de distintos sectores: Tabacalera, Cepsa, Peugeot, Coca-Cola, Valeo, BP, Mahou, Pryca, Ahorramas, Eroski, Aena (aeropuerto de Madrid-Barajas), MEFF, Construcciones Aeronáuticas CASA, Naciones Unidas, Kodak, Cáritas, Conferencia Episcopal Española, Endesa, RENFE, Ministerio de Industria, Productos Machi, John Smith, Banco Urquijo, PyCH, MAPFRE, Seguros Helvetia Cervantes, Thomil, Colegio Oficial de Veterinarios de Madrid, Comunidades de Madrid y de Castilla-La Mancha, Ayuntamientos de Benalmádena, Colmenar de Oreja, Valdemoro, Peguerinos y Cercedilla, diversos laboratorios farmacéuticos, etc.
Al mismo tiempo sigue colaborando en Prensa ilustrando para los diarios El País, ABC, Diario 16, As, para el Grupo Recoletos y el Grupo Correo; en revistas como Cambio 16, Muy Interesante, Natura, Futuro, Mercado, Cáritas, MicroHobby, Micromanía, Nueva Electrónica, CHIP, Mundo Negro, Familia Cristiana, Gran Auto, Motor 16, CEIM, etc.
En el campo editorial, trabajó para el Grupo Santillana, el Grupo Anaya, SM, Mc Graw Hill, Reinado Social, Alborada, Ediciones La Librería, Ibermutuamur (manuales de salud laboral), etc.

### Otras áreas
Al margen de su actividad como ilustrador, ha canalizado también su capacidad creativa en el dibujo, la pintura y la cerámica, así como en la enseñanza de adultos de dichas disciplinas, desde el año 1974, en la Escuela Popular de Oporto, en Madrid.

### Estilo
Su estilo y técnicas varían en función del producto o la publicación de que se trate, del texto al que acompañe y del público al que vaya dirigido, utilizando desde la tinta o lápiz, la acuarela, el óleo, acrílico, pastel y ceras, hasta el uso del papel en tercera dimensión, madera, metal o cerámica.